# Теодор Ешеріх
Теодор Ешеріх (нім. Theodor Escherich) — німецько-австрійський педіатр, бактеріолог, професор університетів Граца та Відня. Відомий описом бактерії кишкової палички, яку назвали на його честь Escherichia coli.

## Біографія
Народився в Ансбаху в Середній Франконії, син окружного медичного офіцера (Medizinalrat) Фердинанда Ешеріха (1810—1888) та його другої дружини Марії Софі Фредеріки фон Штромер. Батько відзначився як чудовий статистик у галузі охорони здоров'я свого медичного округу. Мати була донькою баварського полковника Карла Фрайхерра Штромера фон Райхенбаха.
Після навчання в єзуїтській семінарії «Стелла Матутіна» у Фельдкірху, Австрія, Ешеріх почав свою академічну та медичну освіту в 1876 році в Страсбурзі. Він продовжив навчання в університетах Кіля, Берліна та Вюрцбурга, отримав докторську кваліфікацію в Мюнхенському університеті в 1881 році. У 1882 році він став першим асистентом терапевта Карла Крістіана Адольфа Якоба Гергардта (1833—1902) у медичній клініці госпіталю Юліуса, Вюрцбург. Гергардт пробудив інтерес Ешеріха до педіатрії та, можливо, також до бактеріології, оскільки він послав його науковим асистентом під час епідемії холери в Неаполі.
Оскільки в Німеччині не вистачало необхідної навчальної бази з педіатрії, Ешеріх поїхав до Парижа, а потім до Відня, де кілька місяців працював під керівництвом Германа Відергофера у дитячій лікарні Св. Анни. У 1885 році став клінічним асистентом у Мюнхені в дитячій поліклініці та у дитячій лікарні Гаунера під керівництвом Генріха фон Ранке. У 1886 році став приват-доцентом з педіатрії Мюнхенського університету.
Невдовзі Ешеріх переконався, що бактеріологія може вирішити або прояснити багато педіатричних проблем, і в Мюнхені обставини були сприятливими для цього підходу. Учень Роберта Коха Вільгельм Фробеніус, навчив його методам виділення чистої культури та методам визначення характеристик бактерій. Він мав можливість працювати у гігієнічному інституті Макса Петтенкофера, бактеріологічної лабораторії Отто фон Боллінгера та деяких інших закладах.
У 1886 році після інтенсивних лабораторних досліджень Ешеріх опублікував монографію про зв'язок кишкових бактерій з фізіологією травлення у немовлят. Ця робота «Die Darmbakterien des Säuglings und ihre Beziehungen zur Physiologie der Verdauung» (1886) затвердила його як провідного бактеріолога в галузі педіатрії. У 1890 році Ешеріх змінив Рудольфа фон Якша на посаді екстраординарного професора педіатрії та директора дитячої клініки в Граці, де через чотири роки він отримав звання ординарного професора. Під час роботи в Граці, він одружився з Маргаретою Пфаундлер, донькою фізика Леопольда Пфаундлера.
У 1902 році Ешеріх був призначений на кафедру у Відні. У 1903 році, вирішивши зменшити дитячу смертність у столиці, Ешеріх у брошурі закликав підтримати жінок Відня. Реакція була такою, що наступного року він заснував за імперського патронату та громадянського схвалення Асоціацію догляду за немовлятами. У 1908 році, в рік шістдесятиріччя імператора Франца Йосифа, Ешеріх знову звернув увагу на надто високий рівень дитячої смертності в країні. Його зусилля завершилися будівництвом Імператорського інституту догляду за матерями та дітьми. Незабаром після цього було офіційно відкрито дитячу клініку в лікарні Св. Анни, побудовану за його планами. Цей піонер-педіатр був невтомним у своїй роботі для жінок і дітей.

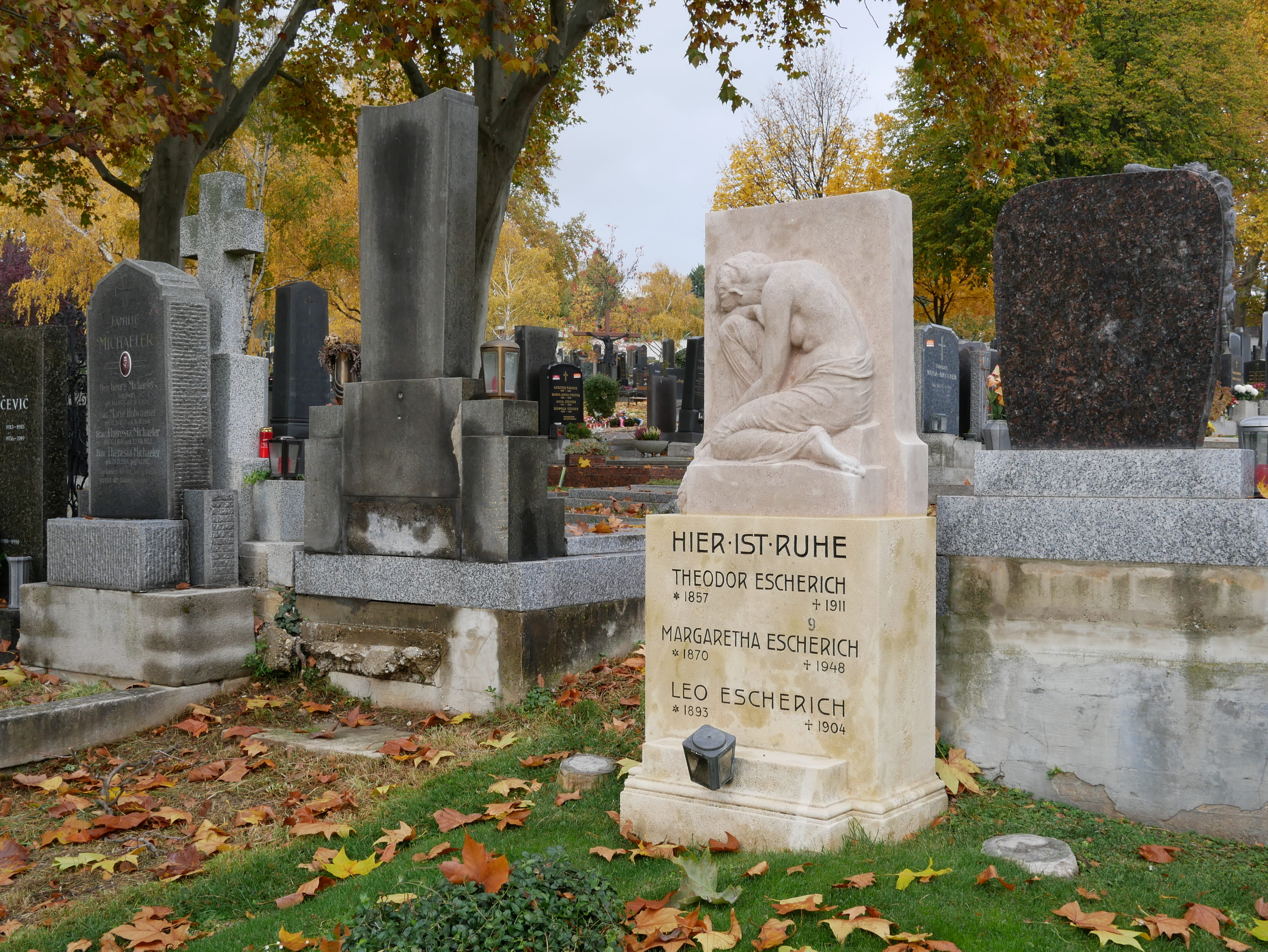
Надгробок на могилі Теодора Ешеріха

## Об'єкти, названі на честь Ешеріха
- Рефлекс Ешеріха — стискання або м'язове скорочення губ внаслідок подразнення слизової оболонки губ[4].
- Escherichia — рід бактерій[5].
- Escherichia coli (E. coli) — всюдисуща кишкова паличка. Короткі, пухкі, грамнегативні, неспороутворюючі рухливі бактерії майже постійно присутні в травному каналі людини та інших тварин. Зазвичай  непатогенна у кишках. Поза організмом і за певних умов, зокрема в сечових шляхах, кишкова паличка відповідає за ураження  інших органів і за ентерит у немовлят. Деякі ентеропатогенні штами є основною причиною діареї мандрівників. Наявність бактерій у молоці або воді є показником фекального забруднення.

## Наукові роботи
- Die marantische Sinusthrombose bei Cholera infantum. Doctoral thesis, Munich, 1881. / Синустромбоз у дітей при холері.
- Ätiologie und Pathogenese der epidemischen Diphterie. 1892. Jahrbuch für Kinderheilkunde, 1883, 19: 261—274. / Етіологія і патогенез епідемічної дифтерії
- Klinisch-therapeutische Beobachtungen aus der Cholera-Epidemie in Neapel. Münchener medizinische Wochenschrift, 1884, 31: 561—564. / Клініко-терапевтичні спостереження епідемії холери в Неаполі.
- Bakteriologische Untersuchungen über Frauenmilch. Fortschritte der Medizin, 1885, 3: 231—236. / Бактеріологічні дослідження жіночого молока.
- Ueber Darmbakterien im allgemeinen und diejenige der Säuglinge im Besonderen, sowie der Beziehungen der letzteren zur Aetiologie der Darmerkrankungen. Centralblatt für Bakteriologie, Berlin, 1887, 1: 705—713 / Про кишкові бактерії взагалі і немовлят зокрема, а також про зв'язок останніх з етіологією кишкових захворювань.
- Die normale Milchverdauung des Säuglings. Jahrbuch für Kinderheilkunde, 1888, 27: 100—112./ Нормальне перетравлення молока у дитини.
- Zur Reform der künstlichen Säuglingsernährung. Wiener klinische Wochenschrift, 1889, 2: 761—763. / Про реформу штучного вигодовування дітей.
- Zur Aetiologie der Diphterie. Centralblatt für Bakteriologie, Berlin, 1890,7: 8-13. / Про етіологію дифтерії
- Zur Kenntnis der Unterschiede zwischen der naturlichen und künstlichen Ernährung des Säuglings. Wiener klinische Wochenschrift, 1900, 13: 1183—1186./ Знати відмінності між природним і штучним вигодовуванням немовляти.
- Die Erfolge der Serumbehandlung des Scharlach an der Universitäts-Kinderklinik in Wien. Wiener klinische Wochenschrift, 1903, 16: 663—668. / Успіхи лікування сироваткою скарлатини в Університетській дитячій лікарні у Відні.
- Bitte an die Wiener Frauen. Vienna, 1903. A pamphlet. / Будь ласка, жінкам Відня. Памфлет.
- Die Grundlage und Ziele der modernen Kinderheilkunde. Wiener klinische Wochenschrift, 1904, 17: 1025—1027. / Основи і цілі сучасної педіатрії.
- Die neue Säuglingsabteilung im St. Anna-Kinderspital in Wien. Wiener klinische Wochenschrift, 1905, 18: 977—982./ Нове дитяче відділення дитячої лікарні Св. Анни у Відні.
- Antrag auf Einsetzung eines Komitees behufs Ausarbeitung von Vorschlägen zur Förderung der Brusternährung. Wiener klinische Wochenschrift, 1905, 18: 572—575. / Прохання про створення комісії для розробки пропозицій щодо сприяння грудному харчуванню.
- Der Verein «Säuglingsschutz» auf der hygienischen Ausstellung in der Rotunde 1906. Wiener klinische Wochenschrift, 1906, 18: 871—875. / Товариство «Охорона немовлят» на гігієнічній виставці в Ротонді 1906 р.
- Zur Kenntnis der tetanoiden Züstände im Kindesalter. Münchener medizinische Wochenschrift, 1907, 54: 2073—2074 / Про визнання тетаноїдних станів у дитинстві.
- Hermann Freiherr von Widerhofer 1832—1901. Wiener klinische Wochenschrift, 1907, 20: 1510—1513. / Герман Фрайгерр фон Відергофер.
- Die Bedeutung des Schularztes in der Prophylaxe der Infectionskrankheiten. Monatsschrift für Gesundheitspflege, 1908, 26: 117—130. / Значення шкільного лікаря в профілактиці інфекційних захворювань.
- Was nennen wir Skrofulose? Wiener klinische Wochenschrift, 1909, 22: 224—228. / Що ми називаємо золотухою?
- Die Tetanie der Kinder. Vienna, 1909. / Тетанія у дітей.
- Ueber Indikationen und Erfolge der Tuberkulintherapie bei der kindlichen Tuberculose. Wiener klinische Wochenschrift, 1910, 23: 723—730. / Про показання та успіхи туберкулінотерапії при дитячому туберкульозі.